# Marie-Lyse Laberge-Forest
Marie-Lyse Laberge-Forest est une actrice québécoise ayant joué dans plusieurs émissions de télévision, au théâtre, au cinéma ainsi que dans un télé-film français.
Elle incarna récemment Fanny dans Kif-Kif, une émission quotidienne pour adolescents, à Radio-Canada. Elle est aussi reconnue pour ses rôles dans Tribu.com, Tag ainsi que pour avoir joué Marie Chartand dans Chartrand et Simonne. Elle jouait également à Télé-Québec dans Tactik  et Légitime dépense .  Depuis 2010, elle procure des soins d'ostéopathie et de massothérapie,.

## Filmographie
- 2000 : Tag : Julie
- 2003 : Chartrand et Simonne  :  Marie Chartrand
- 2005 : Le Survenant : Bernadette Salvail
- 2005 : Louise (télé-film) : Manon
- 2006 : Histoire de famille : Marcia
- 2009-2010 : Tactik  :   Jeanne St-Onge
- 2013 : La Maison du pêcheur : Colette